# Cairn
Pour les articles homonymes, voir Cairn (homonymie).

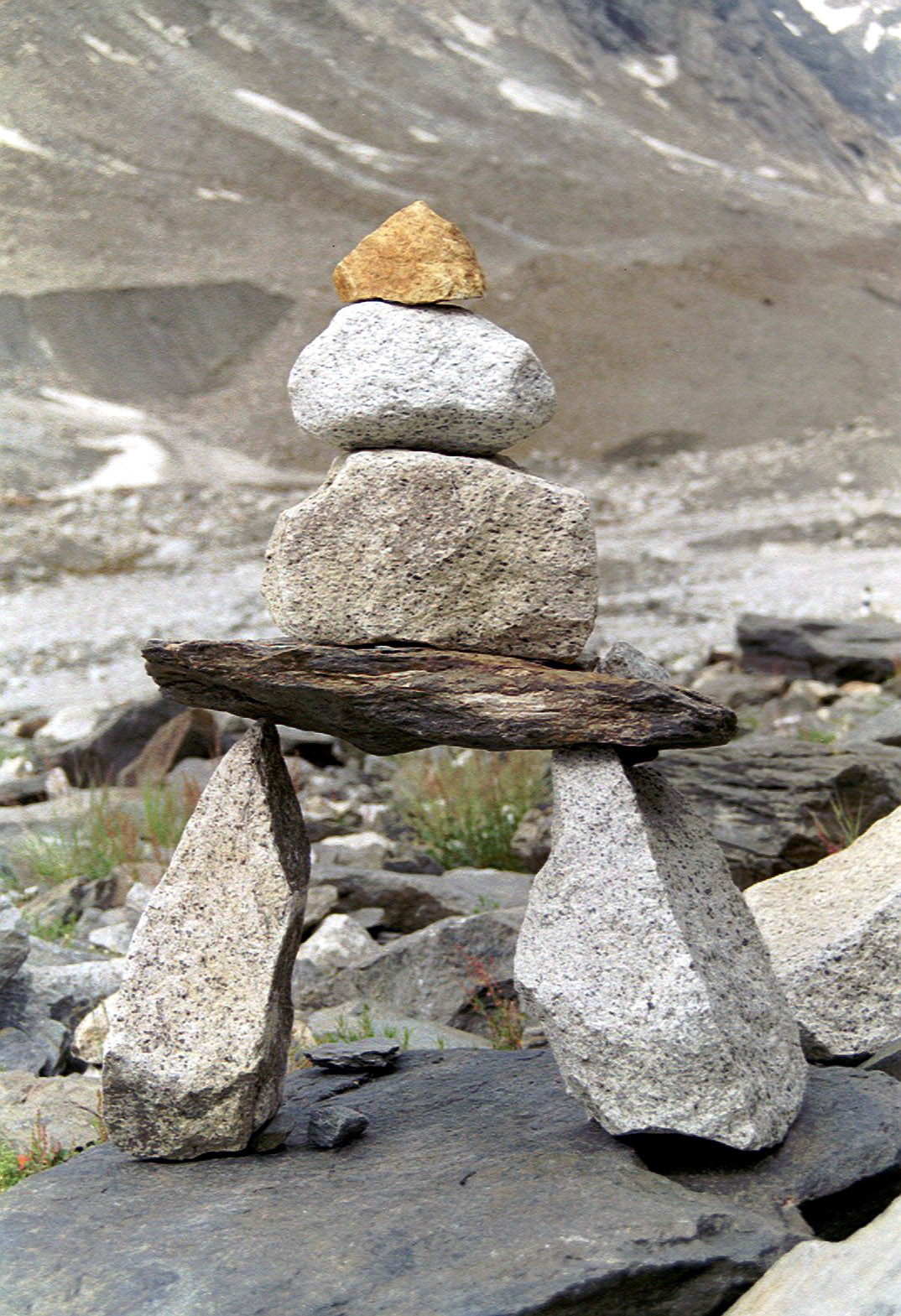
Un cairn balisant le passage le long d'un glacier.

Un cairn (prononcé /kεʁn/), ou montjoie, est un amas artificiel de pierres placé à dessein pour marquer un lieu particulier. Ce type d'amas se trouve la plupart du temps sur les reliefs, les tourbières ou au sommet des montagnes. Ce terme est souvent utilisé en référence à l'Écosse, mais peut aussi être utilisé dans d’autres lieux.

## Terminologie
Le mot est issu du celtique *karn (« tas de pierre ») et, par-delà, du pré-indo-européen ou proto-indo-européen *kar (« pierre, rocher »),. La racine carn- est attestée en vieux celtique continental (gaulois) par le dérivé verbal carnitu, carnitus, qui signifie « a / ont érigé (une tombe) », correspondant à karnitu / karnitus dans les inscriptions de Gaule cisalpine (Todi et Briona, Italie), ainsi que dans celle de Gaule transalpine de Saignon (Vaucluse).
L'ancien celtique a donné les mots gallois carn (« tas de pierre »), carnedd (« idem, ruines »), vieil irlandais carn (« tas de pierre », notamment au-dessus d'une tombe), écossais càrn, qui a un sens beaucoup plus large : il peut désigner plusieurs types de collines ainsi que des amoncellements naturels de pierres. Le breton possède aussi le terme karn, que l'on retrouve dans la toponymie, là où il y a parfois des cairns dolméniques : île Carn ; Pors Carn ; Carnac ; Carnoët ; etc. Ailleurs en France, le type Carnacum a donné les nombreux Carnac, certains Charnay, Charné, certains Charny, et avec -ate Charnas, etc.
Plus loin, le radical pré-indo-européen ou indo-européen *kar- a donné, par exemple, le vieux norrois hörgr (« tas, amas »), l'anglo-saxon hearg (« temple »), qui remontent à un hypothétique *karukos, ce qui indique que le tas de pierre se réfère à un culte chez les Germains comme chez les Celtes.

## Fonctions

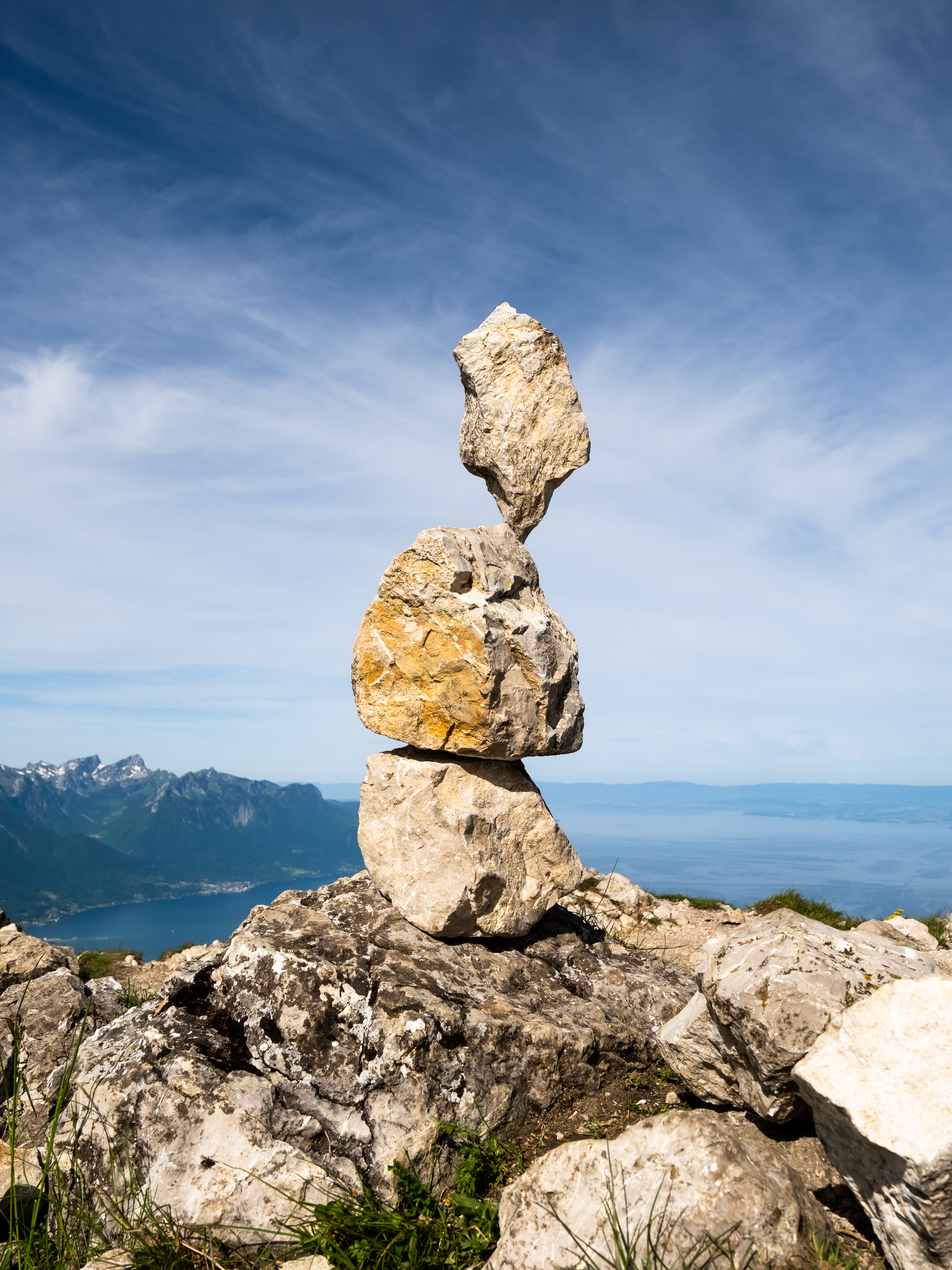
Cairn au sommet de la dent de Jaman, en Suisse.

Les cairns remplissent plusieurs fonctions :
- baliser un sentier traversant un sol rocailleux ou aride, ou traversant un glacier ;
- compléter un balisage déjà existant mais très espacé et difficilement repérable, en particulier par temps de brouillard ;
- repérer un point particulier comme le sommet d’une montagne ou un col, la présence d'une grotte ou certains de ses accès ou passages intérieurs ;
- marquer un site funéraire ou célébrer les morts ;
- servir de support à des pratiques religieuses telles que des drapeaux de prières en Himalaya et au Tibet, le sacrifice aux déités des montagnes avec les ovoo en Mongolie et les apacheta[6].

En outre, les cairns furent utilisés pour commémorer toutes sortes d'événements : un site de batailles, un endroit où un chariot fut renversé, etc.
Ils peuvent varier de simples amas branlants à de savantes prouesses de construction comme au col du Carro en France.

## Typologie

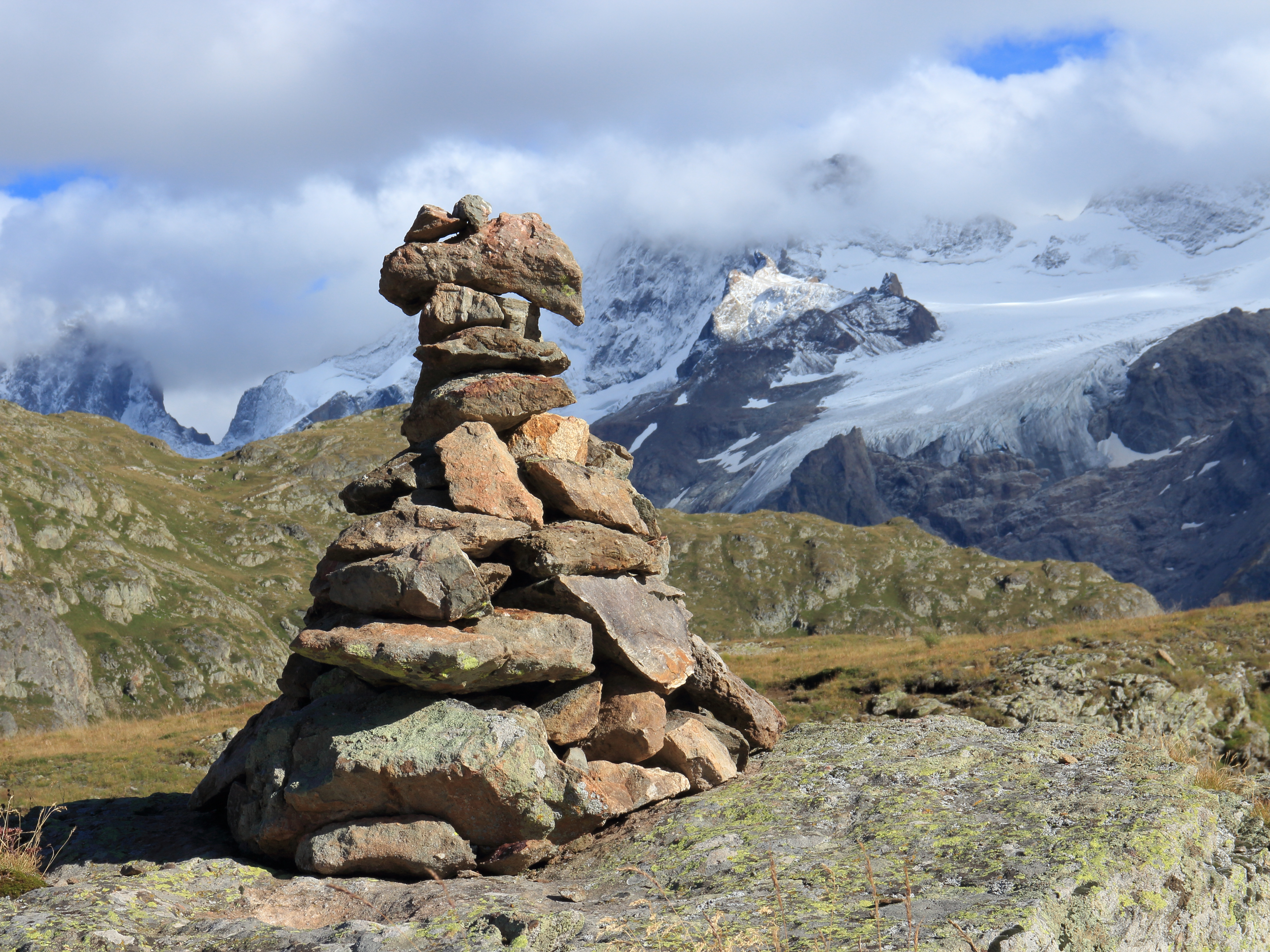
Cairn récent au plateau d'Emparis (Oisans).

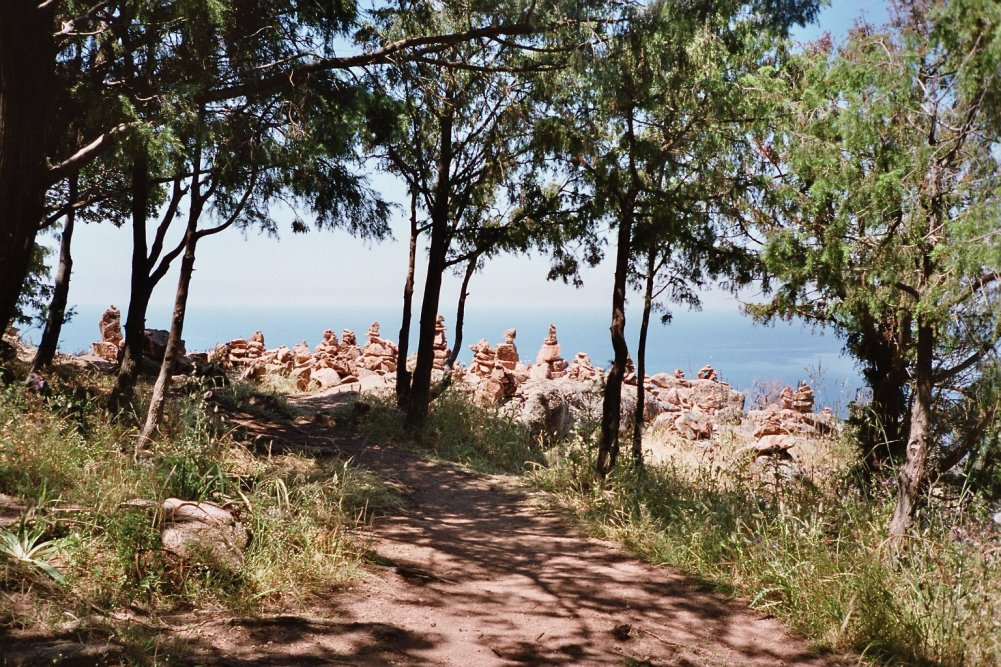
Un groupement de cairns récents en Corse.

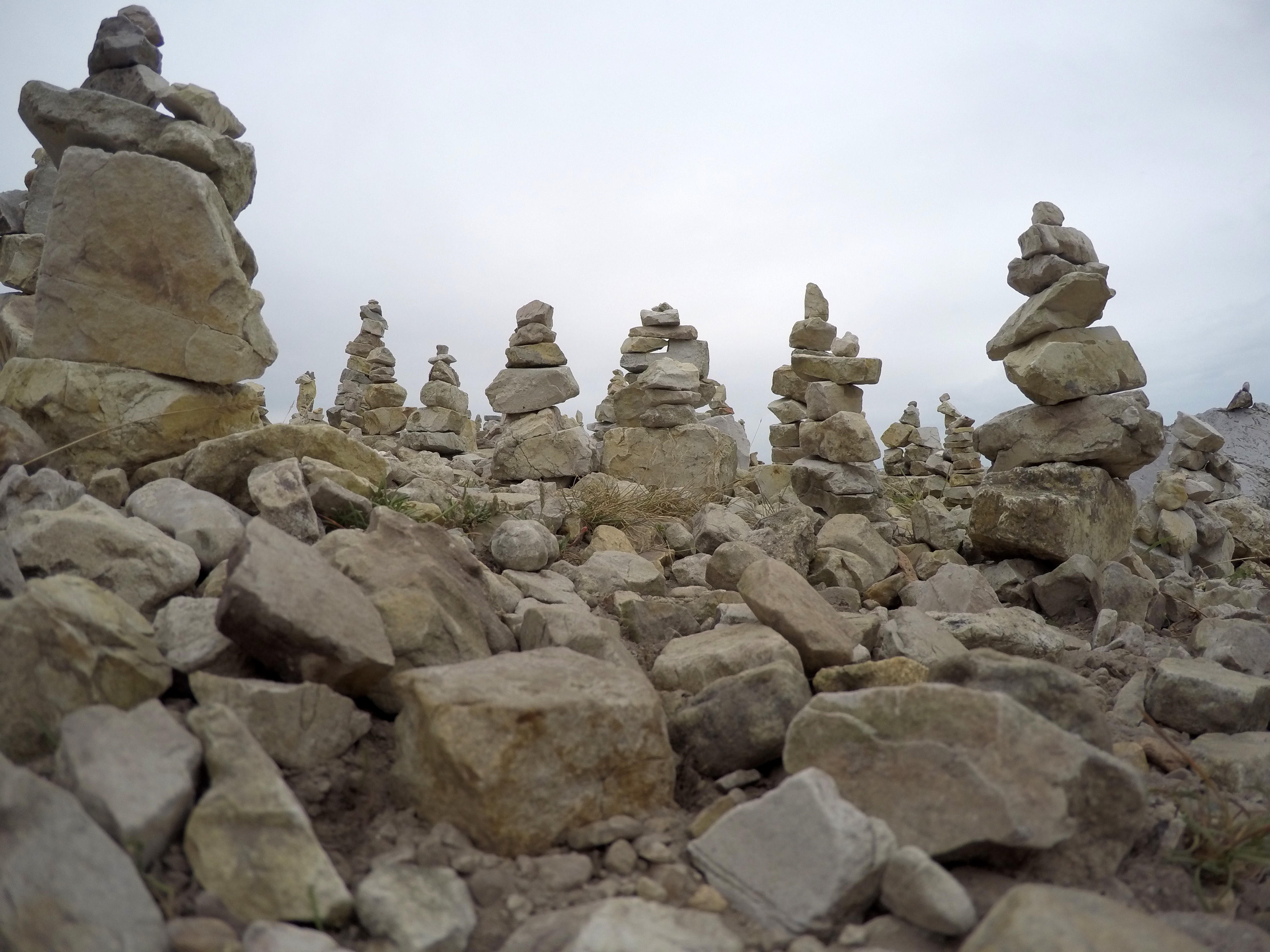
Groupe de petits cairns récents au cap de la Chèvre (Finistère).

Grâce à la simplicité du concept, les cairns sont présents partout dans le monde dans les régions alpines et montagneuses. On peut aussi les trouver dans les déserts et les toundras.
Ces traditions actuelles dérivent de la coutume, remontant au moins au Néolithique moyen, de construire les sépultures à l'intérieur de cairns. Ils étaient situés de manière proéminente, souvent sur les hauteurs du village des défunts. On en trouve encore, et ils sont souvent plus grands que les cairns modernes d'Écosse. On pense que ces pierres étaient placées là pour plusieurs raisons, comme dissuader les pilleurs de tombes ou les charognards. Une théorie plus sinistre prétend qu'ils empêchaient les morts de renaître. Il est intéressant de remarquer que, encore de nos jours chez les Juifs, la tradition veut qu'on dépose des petits cailloux sur la tombe que l'on visite. Il est possible que cela ait une origine similaire. Les stûpas d'Inde ou du Tibet ont probablement été érigés pour les mêmes raisons, bien que, désormais, ils contiennent généralement les cendres de saints bouddhistes ou de lamas.
En Écosse, il est de coutume de transporter une pierre jusqu'en haut de la colline pour la déposer sur un cairn. Ainsi, les cairns deviendraient de plus en plus grands. Un ancien dicton écossais dit « Cuiridh mi clach air do chàrn », c'est-à-dire « Je déposerai une pierre sur ton cairn ».
En Afrique du Nord, ils sont parfois appelés kerkour.
Dans les îles Féroé, qui sont exposées à de fréquents brouillards et à de fortes précipitations, et qui ont quelques-unes des plus hautes falaises du monde, les cairns sont souvent utilisés comme moyen de repérage au milieu des collines ou sur terrain accidenté. De plus, autrefois, la plupart des déplacements autour des îles se faisant par la mer plutôt que par la terre, les reliefs se retrouvaient souvent abandonnés.
Dans les régions montagneuses d'Amérique du Nord, les cairns sont souvent utilisés pour baliser les sentiers de randonnées ou les pistes de cross-country au-delà de la limite forestière. La plupart sont petits, 30 centimètres ou moins, mais certains sont construits plus haut pour pouvoir dépasser de la neige. La tradition veut que chacun, arrivé au niveau d’un cairn, ajoute une pierre, entretenant ainsi l'ouvrage et combattant les effets destructeurs des intempéries hivernales. Souvent, la coutume est d'en ajouter seulement au-dessus, et d'utiliser une pierre plus petite que la précédente, formant alors un assemblage instable de petits galets.

## Le cairn en tant que personnage

Inukshuk sur le drapeau du territoire fédéral Nunavut du Canada (population à majorité inuit).

Bien que la pratique ne soit pas répandue en français, les cairns sont souvent désignés par leurs attributs anthropomorphiques. En allemand et en néerlandais, les cairns sont appelés respectivement Steinmann et Steenman, qui signifient littéralement « homme de pierre » ; en piémontais, ils sont appelés omèt « petit homme ». Une forme d'inukshuk inuit évoque aussi une silhouette humaine, et est appelée un inunnguat (« imitation d’une personne »).
Concernant les religions de l'Antiquité, et particulièrement le Panthéon grec, ces pratiques seraient à l'origine du culte d'Hermès, divinité du voyage, du commerce, de l'échange, des bergers. L'habitude d'ériger des monticules de pierre à destination des voyageurs dans un objectif de repérage d'un itinéraire aurait amené à créer des cultes héroïques locaux pouvant être amenés à se diffuser. En grec, ces monceaux de pierre sont des Hermios.

## Interdictions d'ajout sur cairn ou de montage de nouveaux cairns
Certains pays interdisent l'ajout de pierres sur des cairns ou le montage de nouveaux cairns. L'Islande a créé une signalétique pour interdire les nouveaux cairns en zone touristique, ils défigurent le paysage et sont différents des vrais cairns : « C'est comme la différence entre de mauvais graffitis et une belle peinture. »
Les autorités françaises chargées de la sauvegarde des côtes territoriales interdisent également ce genre de construction qui provoque l'érosion et la dégradation des sites classés,.

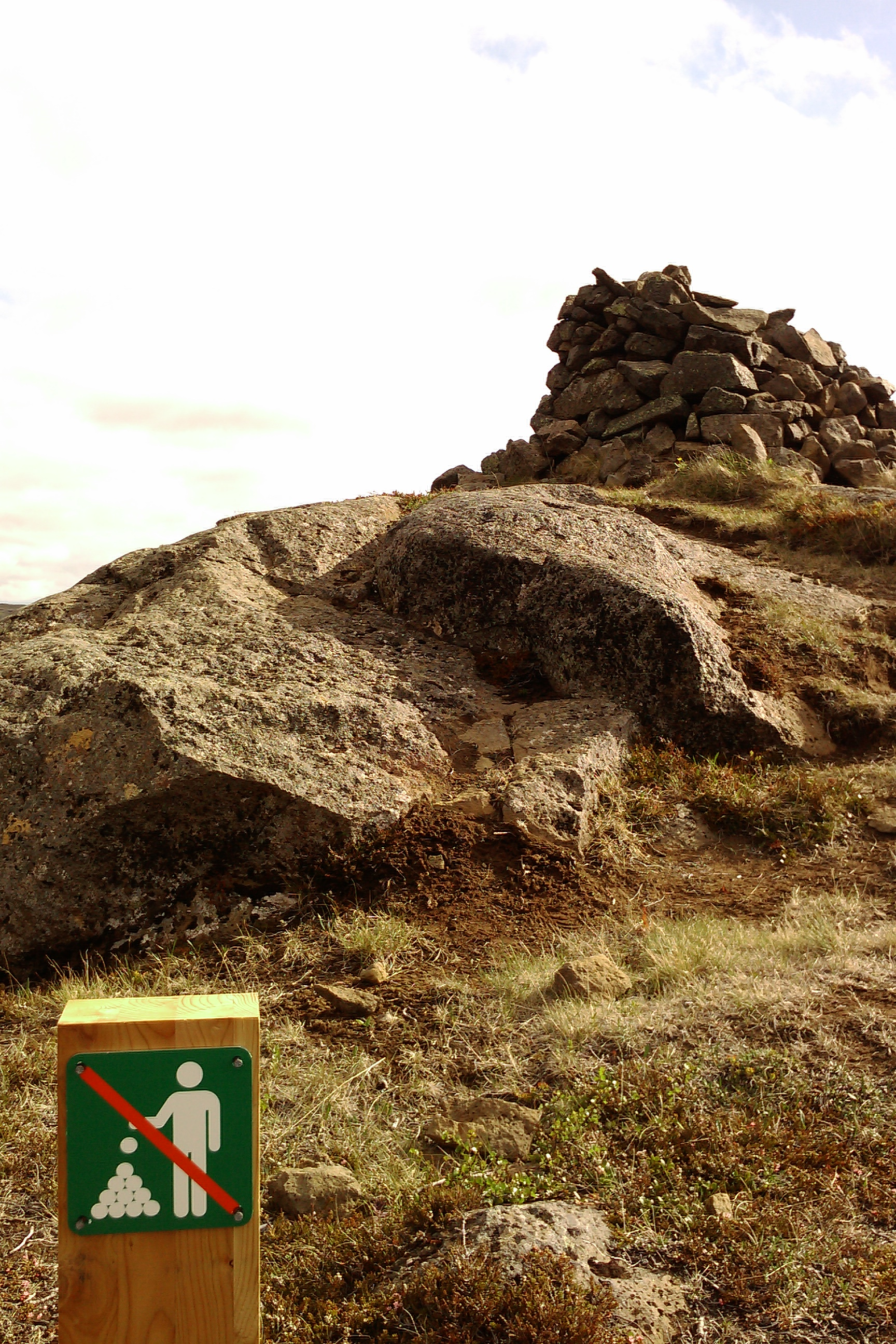
Signalétique interdisant la construction de cairns en Islande.
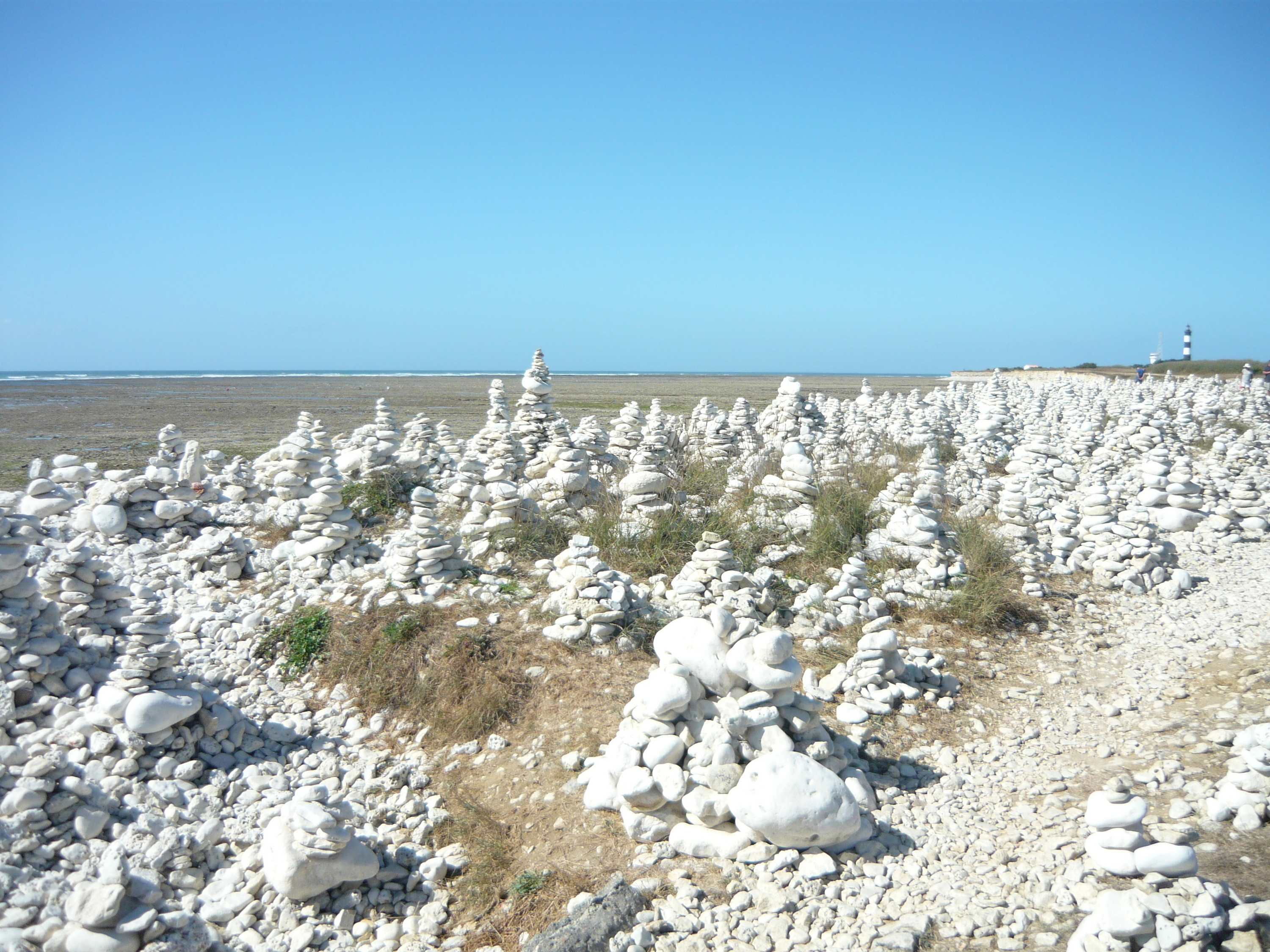
Cairns désormais prohibés au phare de Chassiron.